# درو روذرفورد
درو روذرفورد (بالإنجليزية: Drew Rutherford)‏ (4 أكتوبر 1953 بإدنبرة في المملكة المتحدة - 14 ديسمبر 2005 باسكتلندا في المملكة المتحدة) هو لاعب كرة قدم بريطاني في مركز قلب الدفاع. لعب مع سانت جونستون ونادي إيست فيف ونادي كاودينبيث لكرة القدم.